# 朱大竞
朱大竞（？—1636年），字君吁。嘉兴人。
朱国祚长子。弟朱大观。由父荫授都察院照磨，擢拔為工部主事。崇禎時，曾官云南楚雄知府，招撫流民，有政声。大竞为官清廉。辞官时，“力不能具舟楫”，行李“仅敝衣一簏而已”。崇祯八年（1636年）六月，卒。有子朱茂曙。